# Đèo Hải Vân
Đèo Hải Vân còn có tên là đèo Ải Vân (vì trên đỉnh đèo xưa kia có 1 cửa ải) hay đèo Mây (vì đỉnh đèo thường có mây che phủ), cao 500 m so với mực nước biển, dài 20 km, cắt ngang dãy dãy núi Bạch Mã (là 1 phần của dãy Trường Sơn chạy cắt ra sát biển) nằm trên quốc lộ 1 ở ranh giới thành phố Huế (ở phía Bắc) và thành phố Đà Nẵng (ở phía Nam), Việt Nam .

## Lịch sử

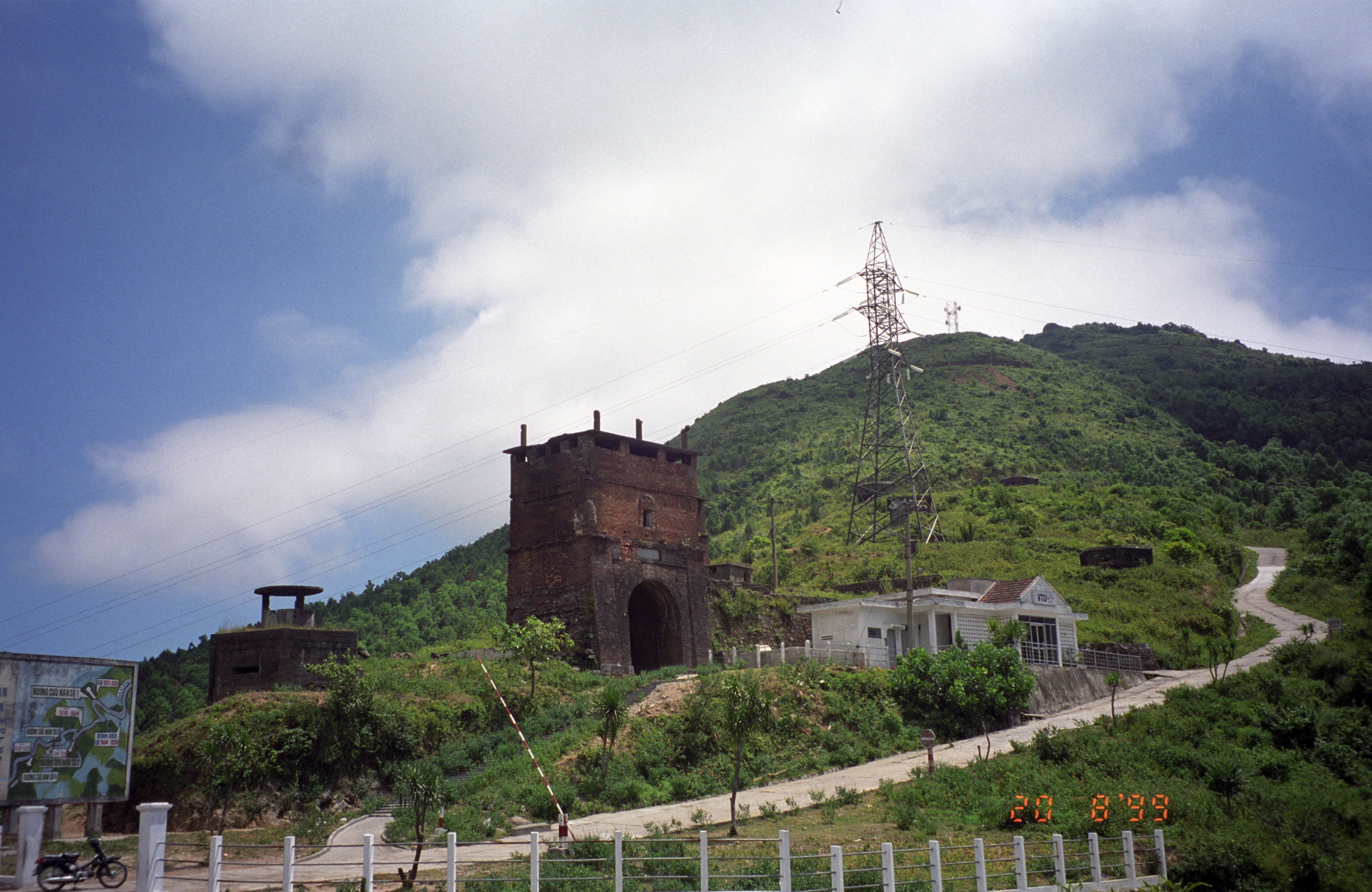
Đỉnh đèo Hải Vân

Theo sử liệu, trước năm Bính Ngọ (1306), vùng đất có đèo Hải Vân thuộc về 2 châu Ô, Rí của vương quốc Champa (còn gọi là Chiêm Thành). Sau khi được vua Champa là Chế Mân cắt làm sính lễ cầu hôn Công chúa Huyền Trân đời Trần vào năm 1306, thì ngọn đèo chính là ranh giới giữa Đại Việt và Chiêm Thành.
Khoảng 1 thế kỷ sau, vào năm Nhâm Ngọ (1402), nhà Hồ (dưới triều Hồ Hán Thương) sai tướng Đỗ Mãn đem quân sang đánh Chiêm Thành, khiến vua nước ấy là Ba Đích Lại (Jaya Sinhavarman V) phải cắt đất Chiêm Động và Cổ Lũy để cầu hòa . Kể từ đó, cả vùng đất có đèo Hải Vân mới thuộc hẳn về nước Đại Ngu (tức Việt Nam ngày nay), và trở thành ranh giới tự nhiên của 2 xứ Thuận Hóa và Quảng Nam, như sách Phủ Biên tạp lục của Lê Quý Đôn đã chép: "Hải Vân dưới sát bờ biển, trên chọc từng mây là giới hạn của hai xứ Thuận Hóa và Quảng Nam".

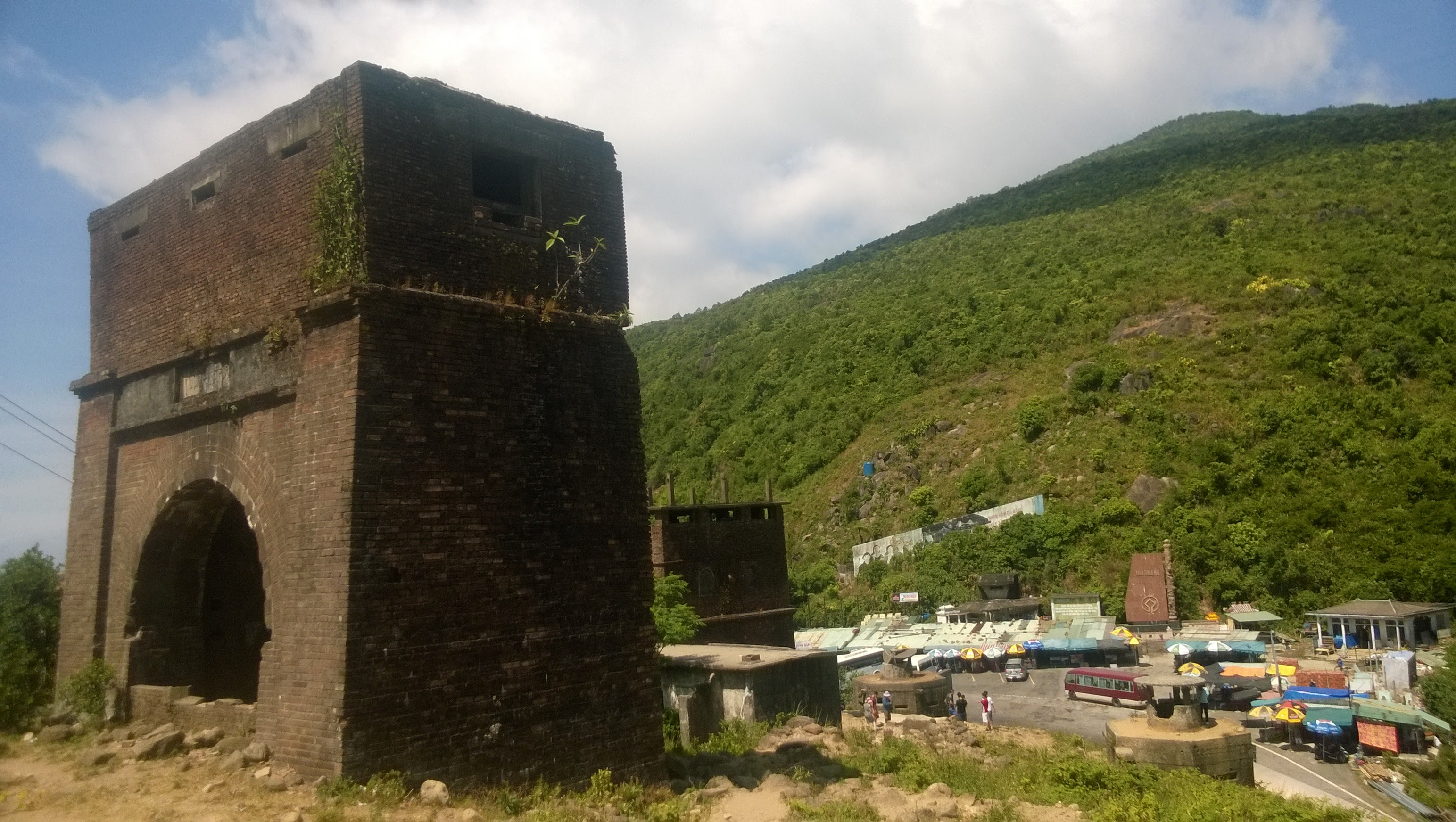
Đèo Hải Vân

Vào thời Nguyễn, đèo Hải Vân vẫn là chỗ giáp giới giữa Thừa Thiên và Quảng Nam. Phía Bắc chân núi giáp vực biển có hang Dơi, tục gọi là bãi Tiêu. Tương truyền xưa có thần sóng, thuyền đi qua đó thường bị lật chìm, nên ngạn ngữ có câu: "Đường bộ thì sợ Hải Vân/ Đường thủy thì sợ sóng thần Hang Dơi".

## Đường đèo
Dưới thời Việt Nam Cộng hòa, vì nguy cơ tai nạn giao thông trên con đường hẹp nên việc qua lại trên đèo được điều hành bằng cách đặt 3 trạm kiểm soát: 1 ở Lăng Cô, 1 ở đỉnh đèo, và 1 ở Liên Chiểu, xe phải đi thành đoàn cùng lên đèo hoặc cùng xuống đèo để giảm tai nạn xe đâm nhau ngược đường. Xe từ Lăng Cô hay Liên Chiểu phải đợi tụ thành 1 đoàn rồi bắt đầu trèo đèo cùng 1 lượt. Đến đỉnh đèo thì đoàn xe dừng lại ở trạm kiểm soát và rồi xuống đèo cùng một 1 cho đến qua khỏi trạm kiểm soát ở chân đèo. Như vậy suốt đoạn đường đèo chỉ có 1 chiều xe chạy. Năm 1966 lực lượng công binh Seabee của binh chủng Thủy quân Lục chiến Hoa Kì nới rộng đường đèo thì việc giao thông không phải đợi ở 3 trạm kiểm soát kể trên nữa.

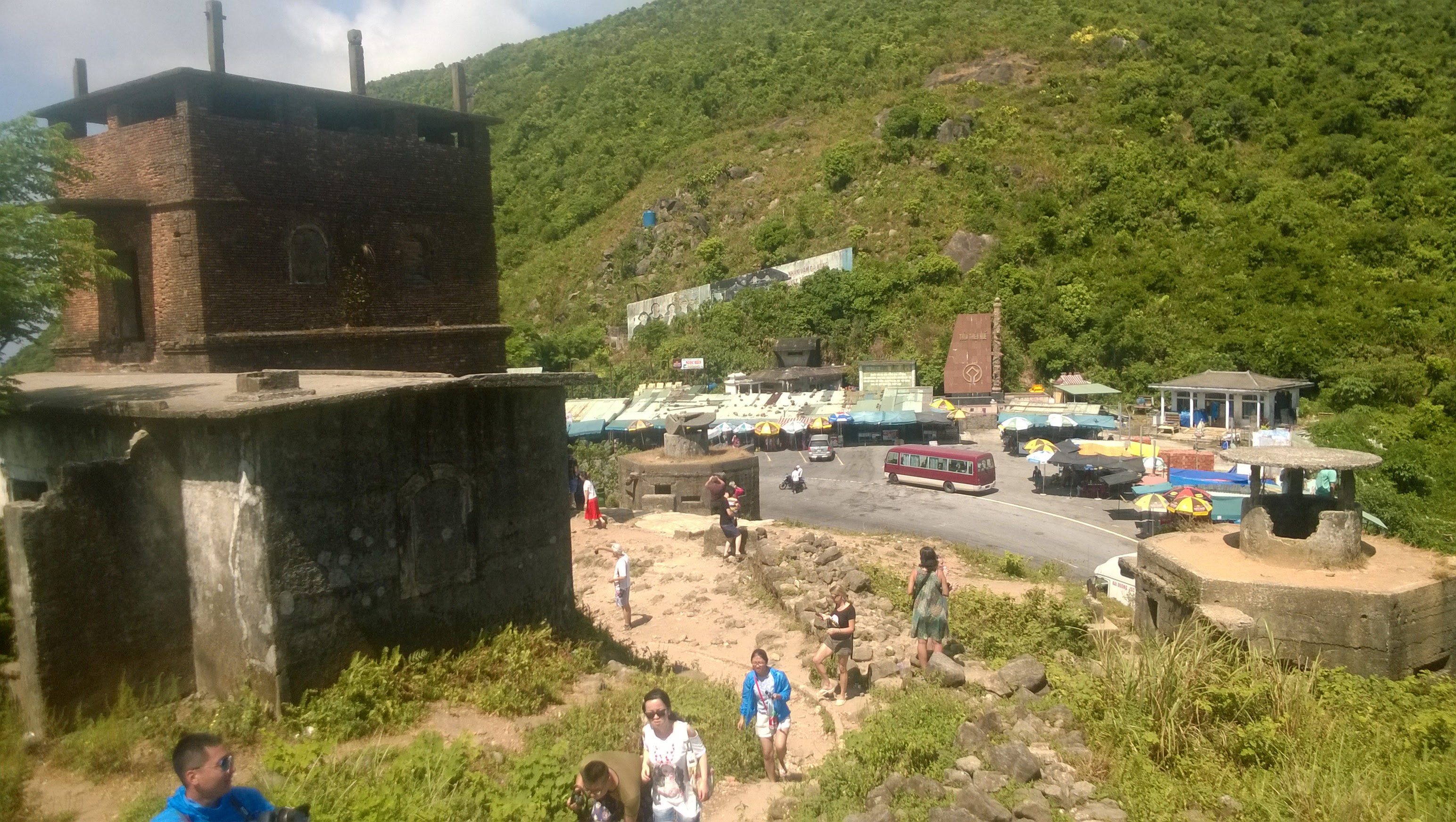

Ngày 5 tháng 6 năm 2005, hầm đường bộ xuyên đèo Hải Vân cũng đã được đưa ra vào sử dụng, càng tạo thuận lợi cho việc đi lại, nên trở ngại ấy đã không còn nữa, tuy nhiên, đèo Hải Vân vẫn là 1 "hàng rào" ngăn cản 1 phần khí hậu giữa 2 miền . Tuyến đường vẫn được xem là con đường chính để đi qua đối với một số phương tiện như xe máy, xe thô sơ và một số xe chở hàng hóa chất, vì các phương tiện này không được phép đi qua hầm đường bộ xuyên đèo Hải Vân (riêng xe máy có thể sử dụng dịch vụ trung chuyển để qua hầm đường bộ này).
Mặc dù ngày nay đã có hầm đường bộ xuyên đèo Hải Vân, và địa hình của đường đèo vẫn còn một số đoạn hiểm trở, song nhiều du khách vẫn thích đi trên con đường này để thưởng ngoạn. Vào những ngày đẹp trời, họ có thể thấy khá rõ một phần thành phố Đà Nẵng, Cảng Tiên Sa - Bán đảo Sơn Trà, Cù lao Chàm,... và những bãi cát vàng chạy dài ôm lấy mặt nước bao la trong xanh của biển.

## Cửa ải Hải Vân
Ngày nay, trên đỉnh đèo Hải Vân vẫn còn dấu vết của 1 cửa ải. Cửa ải này được gọi là Hải Vân Quan (海雲關), xây từ thời nhà Trần và được trùng tu vào thời nhà Nguyễn (năm Minh Mạng thứ 7 - năm 1826). Cửa trông về phủ Thừa Thiên đề 3 chữ "Hải Vân Quan", cửa trông xuống Quảng Nam đề "Thiên hạ đệ nhất hùng quan". Lạc khoản một bên góc bảng còn ghi thêm "Minh Mệnh thất niên cát nhật tạo", tức là làm vào ngày tốt năm Minh Mệnh thứ 7 (1826). Danh hiệu này tương truyền do vua Lê Thánh Tông phong tặng khi nhà vua dừng quân ở đây vào năm Canh Thìn (1470).
Sách Đại Nam thực lục chính biên chép rõ: 
"Phía trước, phía sau đều đặt một cửa quan (ngạch trước viết ba chữ "Hải Vân quan" (海雲關), ngạch sau viết 6 chữ "Thiên hạ đệ nhất hùng quan" (天下第一雄關). Cửa trước cao và dài đều 15 thước (khoảng 6 m), ngang 17 thước 5 tấc, cửa sau cao 15 thước, dài 11 thước, ngang 18 thước 1 tấc, cửa tò vò đều cao 10 thước 8 tấc, ngang 8 thước 1 tấc. Phía tả hữu cửa quan, xếp đá làm tường, trước sau tiếp nhau. Phái biền binh 4 đội Hữu sai và 2 đội Ứng sai chở súng ống đến để đấy (súng quá sơn bằng đồng 5 cỗ, ống phun lửa 200 ống, pháo thăng thiên 100 cây và thuốc đạn theo súng). Chuẩn định từ Hải Vân trở ra Bắc thuộc quản hạt Thừa Thiên, từ ngoài Hải Vân trở vào Nam thuộc quảng hạt Quảng Nam".
Năm 1876 trước khi người Pháp lập nền Bảo hộ thì nhà địa lý học Jules-Léon Dutreuil de Rhins khi đi đường bộ từ Đà Nẵng ra Huế có ghi nhận rằng cửa ải có 50 lính canh phòng. Năm 1885 sau khi ký Hòa ước Giáp Thân (1884) thì số lính chỉ còn khoảng 5 người và sang đầu thế kỷ 20 khi Henri Coserat của Hội Đô thành Hiếu cổ (Association des Amis du Vieux Hué) lên đèo quan sát thì cửa ải đã bị bỏ ngỏ, không còn ai canh gác.
Cửa ải Hải Vân còn chứng kiến cuộc ngự du của vua Thành Thái vào mùa hè năm 1896. Xa giá của vua đi đường thủy vào đến Lăng Cô, nghỉ qua đêm rồi hôm sau đăng sơn. Vua cưỡi ngựa; tháp tùng là giới chức Pháp gồm có Toàn quyền Rousseau và Khâm sứ Brière lên tận cửa ải để ngắm cảnh quan.

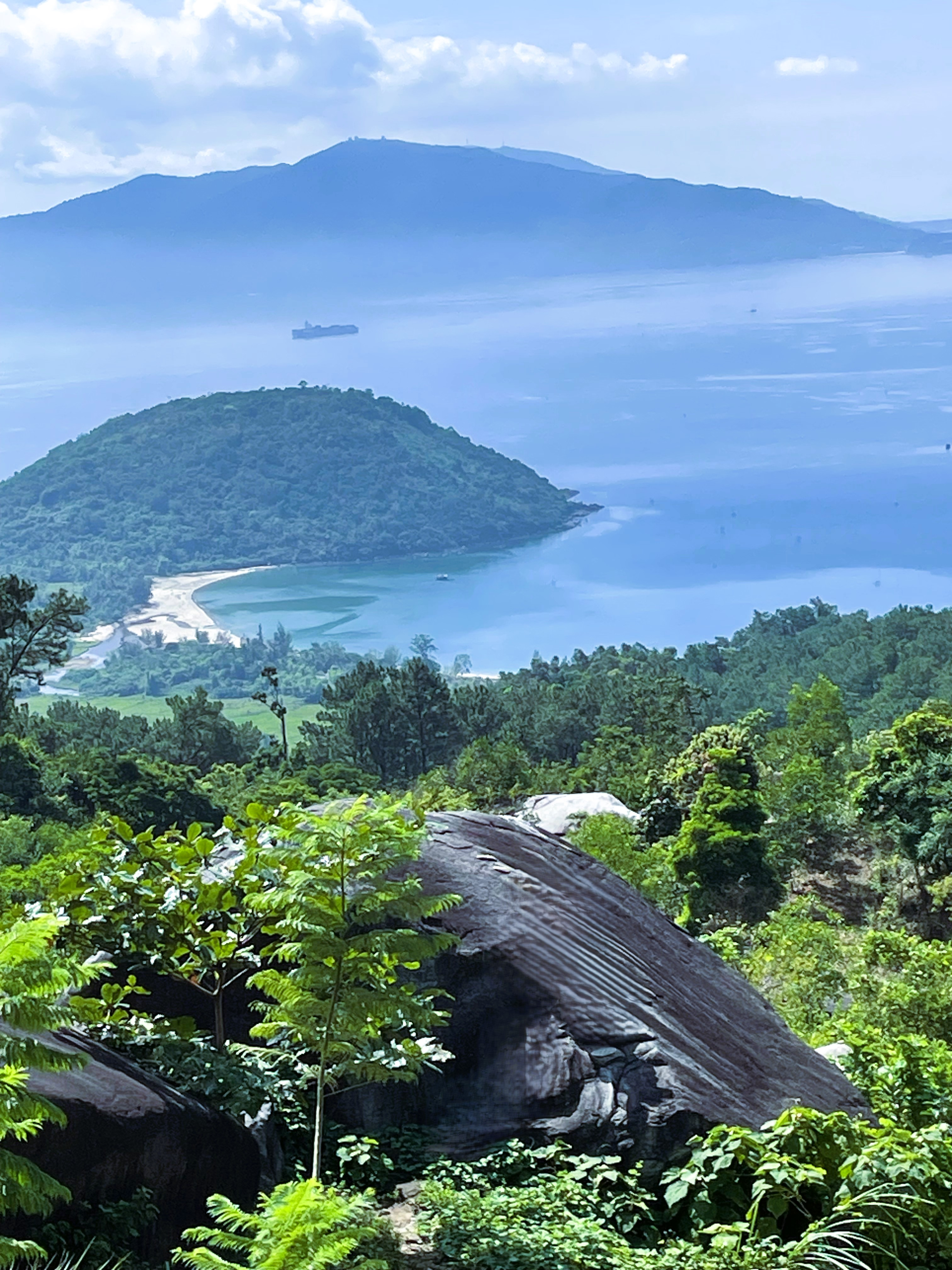
Một góc trên đèo

Đáng tiếc là di tích này đang bị xuống cấp trầm trọng. Ngoài ra, nơi đỉnh Hải Vân hiện vẫn còn một vài lô cốt (tàn tích của Đồn Nhất) do quân đội Pháp xây dựng vào năm 1926 để bảo vệ ngọn đèo chiến lược này. Sau đồn bót ấy được chuyển sang tay quân đội Mỹ. Trong 2 cuộc kháng chiến chống Pháp và chống Mỹ, đèo Hải Vân là nơi đã liên tiếp diễn ra những trận đánh lớn.

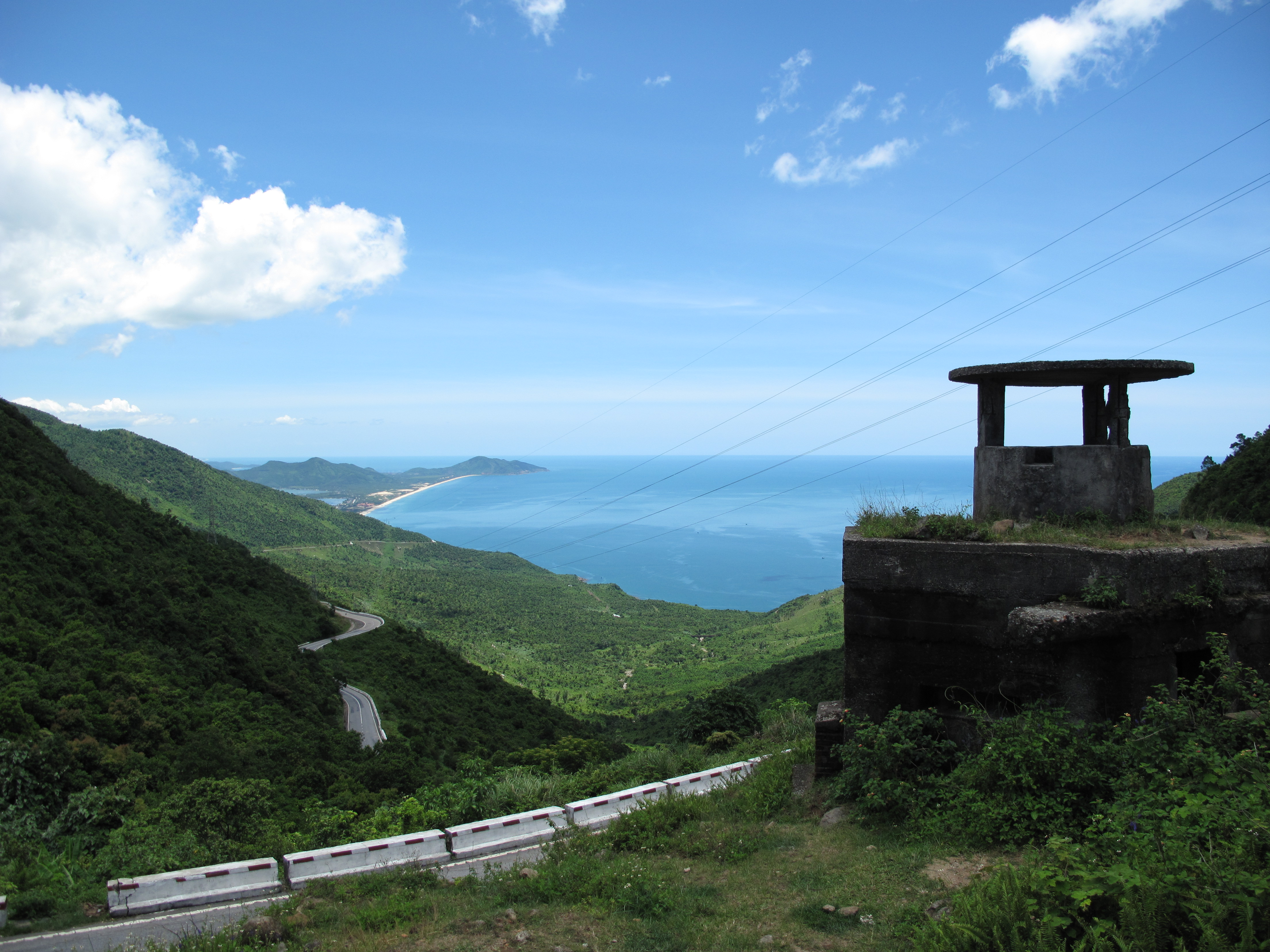
Một lô cốt còn lại trên đỉnh Hải Vân, nhìn ra phía Lăng Cô.

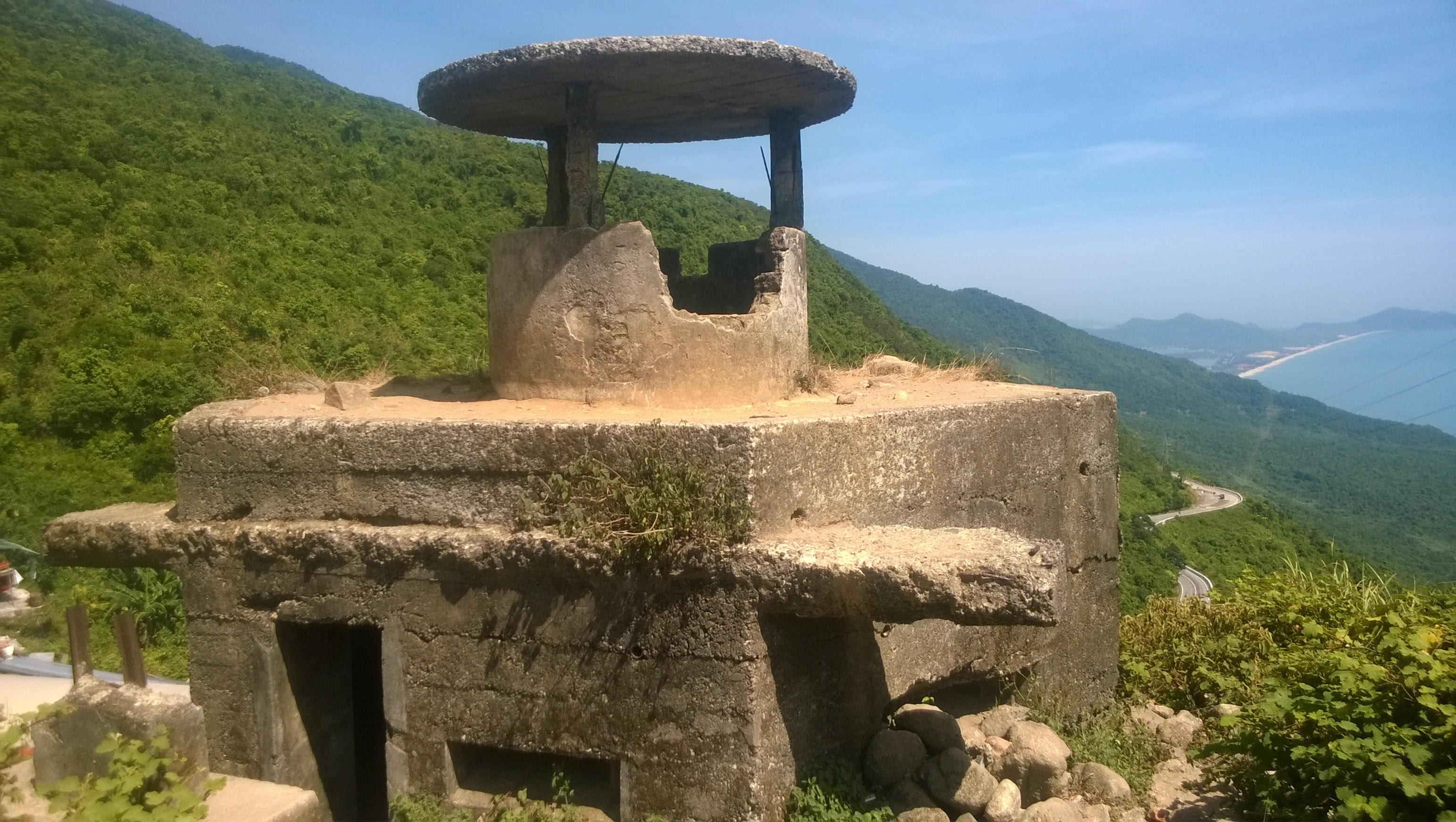

Năm 2017 cửa ải Hải Vân (Hải Vân Quan) được Bộ Văn hóa, Thể thao và Du lịch ký quyết định xếp hạng di tích cấp quốc gia. Do Hải Vân Quan nằm trên địa bàn thị trấn Lăng Cô (huyện Phú Lộc, tỉnh Thừa Thiên Huế) và phường Hòa Hiệp Bắc (quận Liên Chiểu, Đà Nẵng) nên Ủy ban Nhân dân tỉnh Thừa Thiên Huế và Đà Nẵng cùng chịu trách nhiệm quản lý di tích này.

## Giá trị văn hóa

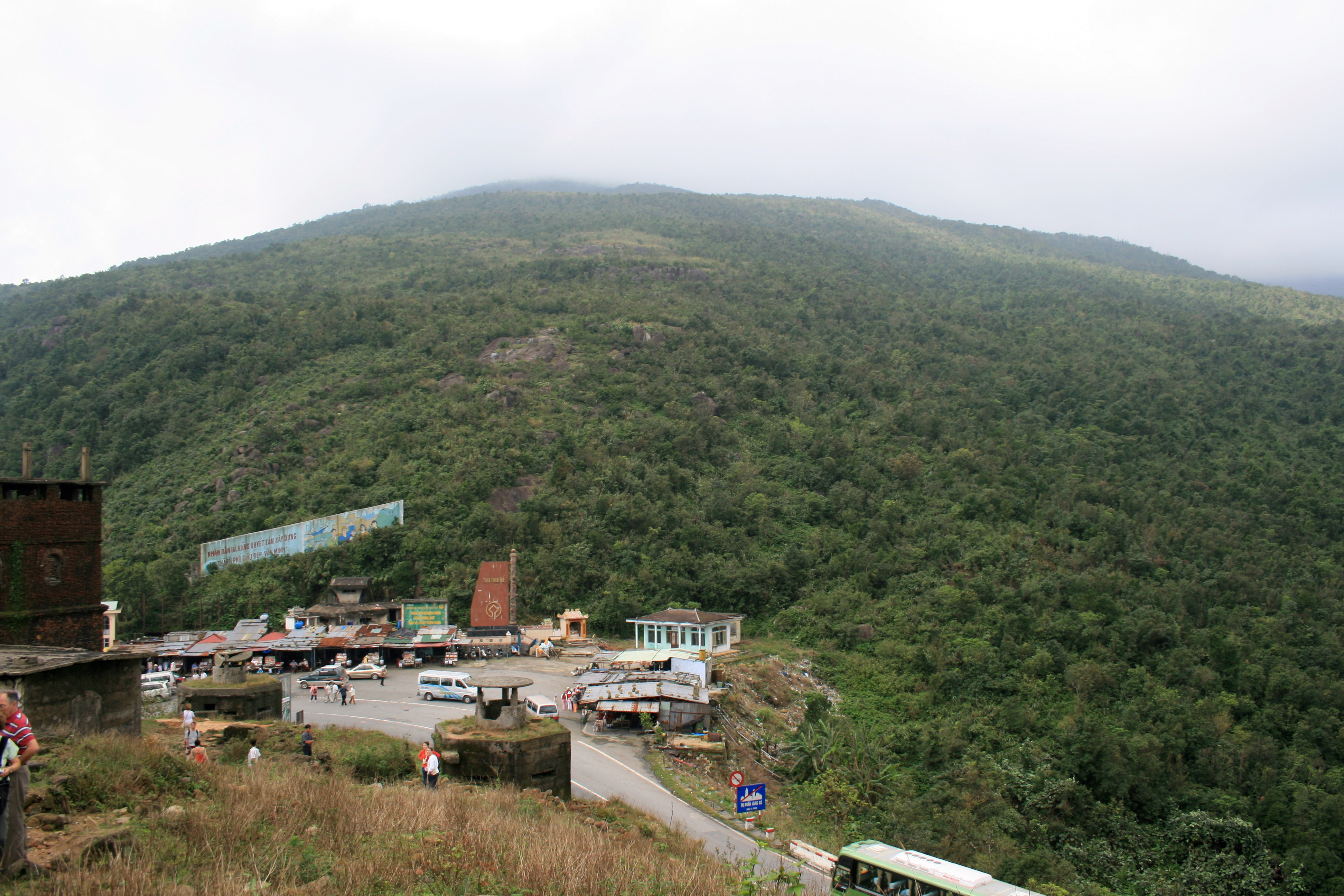
Điểm dừng chân trên đỉnh Hải Vân

Nói về Hải Vân, ca dao Việt Nam có câu: 
Chiều chiều mây phủ Ải Vân
Chim kêu ghềnh đá gẫm thân lại buồn.
Địa thế hiểm trở của Hải Vân cũng được nhắc đến trong câu:
Đường bộ thì sợ Hải Vân
Đường thủy thì sợ sóng thần hang Dơi.
Thơ đề vịnh về ngọn đèo này cũng có nhiều, song đáng chú ý có bài thơ chữ Nho "Vãn quá Hải Vân quan" (晚過海雲關) của nhà chí sĩ Trần Quý Cáp (1870-1908),
Thôi ngôi vạn nhận cổ hùng quan 崔嵬萬仞古雄關
Kỷ độ đăng lâm phủ ngưỡng gian 幾度登臨俯仰間
Sầu nhãn vọng cùng thương hải ngoại 愁眼望窮滄海外
Nộ quyền huy phá bạch vân đoan 怒拳揮破白雲端
Cô chu phân điệu hoang thôn mộ 孤舟分掉荒村暮
Quyện điểu đầu lâm cổ mộc hàn 倦鳥投林古木寒
Thất lý oanh hồi xuyên quá hậu 七里縈迴穿過後
Uất thông giai khí Ngũ Hành sơn 鬱蔥佳氣五行山
tạm dịch ra Việt văn như sau:
Hùng quan chất ngất đỉnh non xây,
Bước đã quen nơi cúi ngửa này.
Sầu ngập mắt trông ngàn dặm biển,
Giận tung quyền phá bốn bề mây.
Chiều quang mái trú đìu hiu bến,
Mỏi đáp rừng chim lạnh lẽo cây.
Bảy dặm quang co đèo vượt khói,
Non Hành giai khí ngút trời bay.

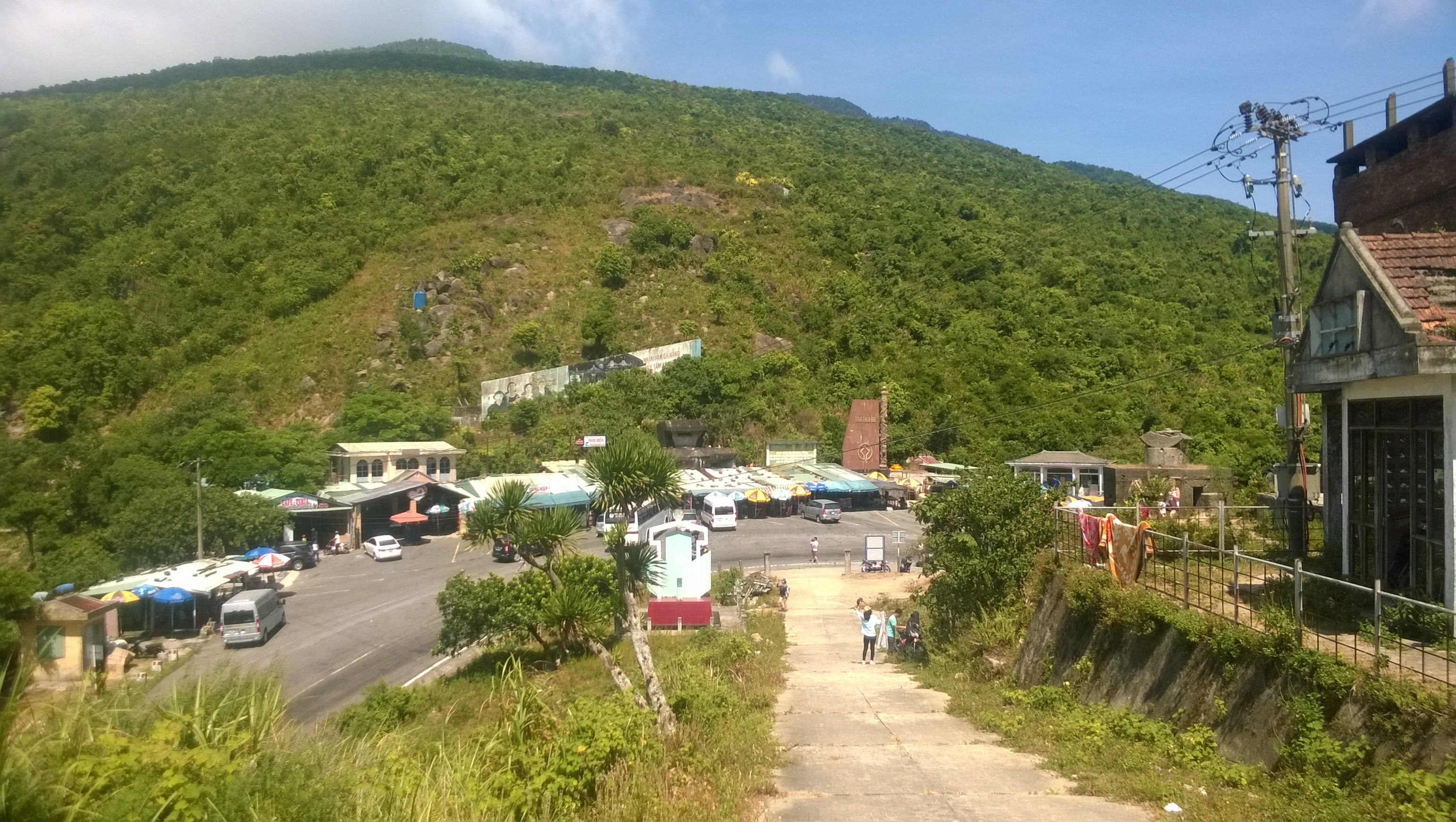

Về mặt mỹ thuật, đèo Hải Vân và cửa ải trên đỉnh đèo được triều đình nhà Nguyễn coi trọng nên vua Minh Mệnh đã truyền cho khắc hình vào Dụ Đỉnh, tức đỉnh thứ 8 của Cửu Đỉnh trong sân Thế miếu.

## Vấn đề an ninh - quốc phòng
Cuối năm 2014, 1 dự án gây đe dọa nghiêm trọng an ninh quốc phòng đã xảy ra trên đèo Hải Vân. Tỉnh Thừa Thiên Huế đã cấp phép cho 1 nhà thầu của Trung Quốc xây dựng khu du lịch nghỉ qua đêm trên đèo Hải Vân. Ngay lập tức, phía thành phố Đà Nẵng đã phản đối vì khu du lịch đó nằm trong vị trí "yết hầu" của Đà Nẵng. Nếu có xung đột xảy ra, Việt Nam sẽ mất quyền kiểm soát hoàn toàn vùng trời và vùng biển của Đà Nẵng và đất nước sẽ bị chia đôi.. Ngay lập tức, tỉnh Thừa Thiên Huế đã hủy bỏ dự án khu du lịch này và yêu cầu gỡ bỏ các hạng mục công trình của khu du lịch.

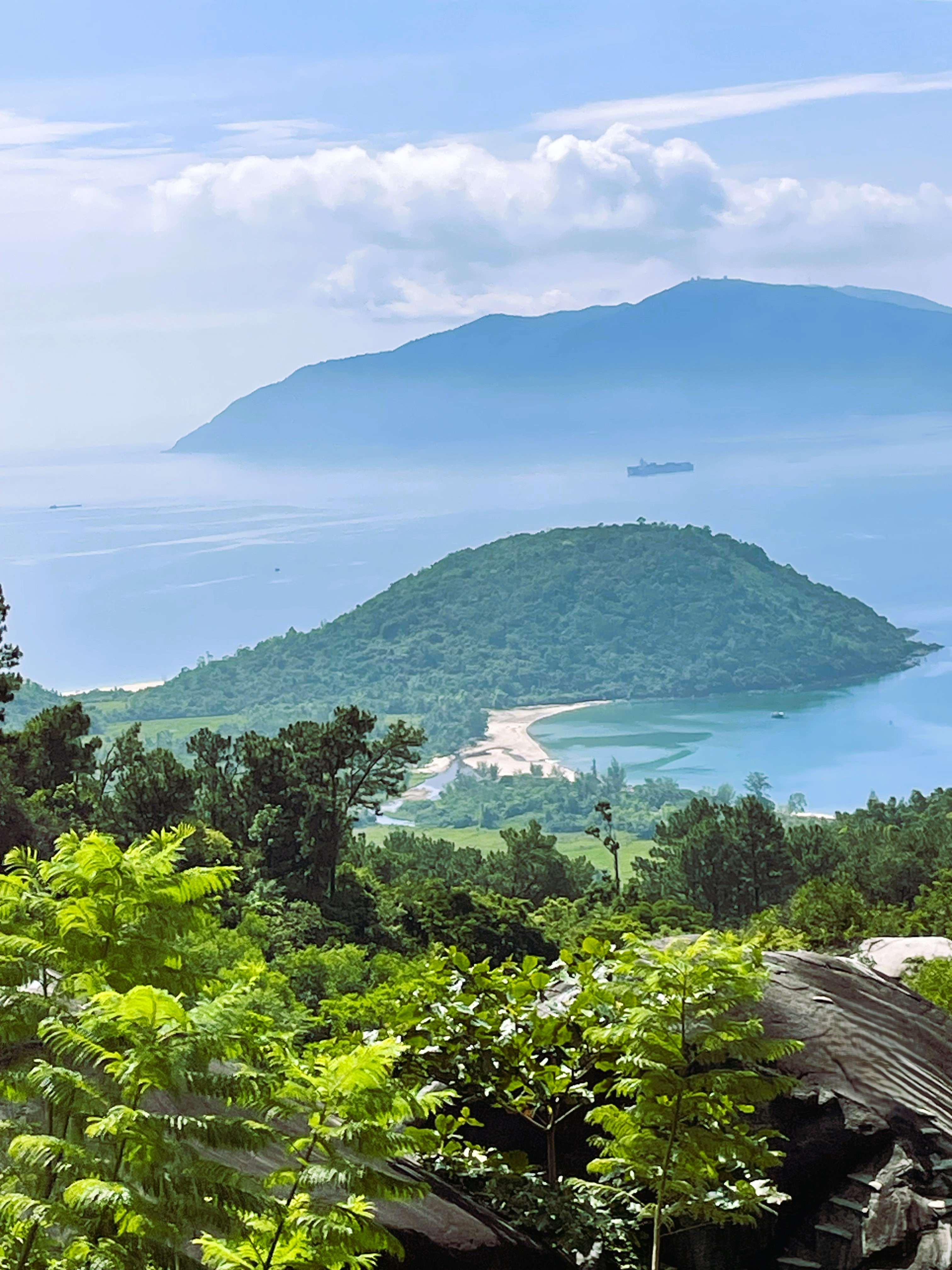
Ảnh chụp từ trên đèo

## Xây nhà trái phép tại núi Hải Vân
Sáng 4/2/2015, UBND quận Liên Chiểu (Đà Nẵng) đã xử phạt thiếu tướng Phan Như Thạch (nguyên giám đốc Công an tỉnh Quảng Nam) và ông Ngô Văn Quang (giám đốc Công ty TNHH vàng Phước Minh) mỗi người 22,5 triệu đồng vì việc xây dựng công trình trái phép của 2 ông tại khu vực núi Hải Vân ở phường Hòa Hiệp Bắc, quận Liên Chiểu. Ông Thạch đã cho xây dựng 1 biệt thự 3 tầng bất hợp pháp. Ông Quang ngoài công trình biệt thự của mình còn bị phạt tiền 15 triệu đồng về hành vi tự ý chuyển đổi mục đích sử dụng đất rừng đặc dụng, đất rừng phòng hộ, đất rừng sản xuất mà không được cơ quan nhà nước có thẩm quyền cho phép, tự ý xây dựng công trình trên đất rừng với diện tích 1.411 m² với các công trình khác. Ngoài ra ông còn bị buộc phải khôi phục lại tình trạng ban đầu trong vòng 35 ngày kể từ ngày nhận được quyết định. Tuy nhiên, sau 7 năm công trình biệt thự của ông Quang vẫn chưa được tháo dỡ xong. 